# Écharcon
Écharcon ist eine französische Gemeinde mit 720 Einwohnern (Stand: 1. Januar 2022) im Département Essonne in der Region Île-de-France. Sie gehört zum Arrondissement Évry und zum Kanton Corbeil-Essonnes. Die Einwohner werden Écharconnais genannt. 

## Geographie
Écharcon liegt etwa 32 Kilometer südöstlich von Paris in der Landschaft Hurepoix an der Essonne, die im Süden die Gemeinde begrenzt. Umgeben wird Écharcon von den Nachbargemeinden Vert-le-Grand im Norden und Westen, Lisses im Nordosten, Mennecy im Südosten, Fontenay-le-Vicomte im Süden sowie Vert-le-Petit im Südwesten.

## Bevölkerungsentwicklung
| Jahr                       | 1962 | 1968 | 1975 | 1982 | 1990 | 1999 | 2006 | 2012 | 2018 | 2022 |
| Einwohner                  | 331  | 323  | 338  | 395  | 564  | 575  | 706  | 782  | 798  | 720  |
| Quellen: Cassini und INSEE |      |      |      |      |      |      |      |      |      |      |

## Sehenswürdigkeiten
- Schloss Écharcon aus dem 18. Jahrhundert, seit 1976 Monument historique

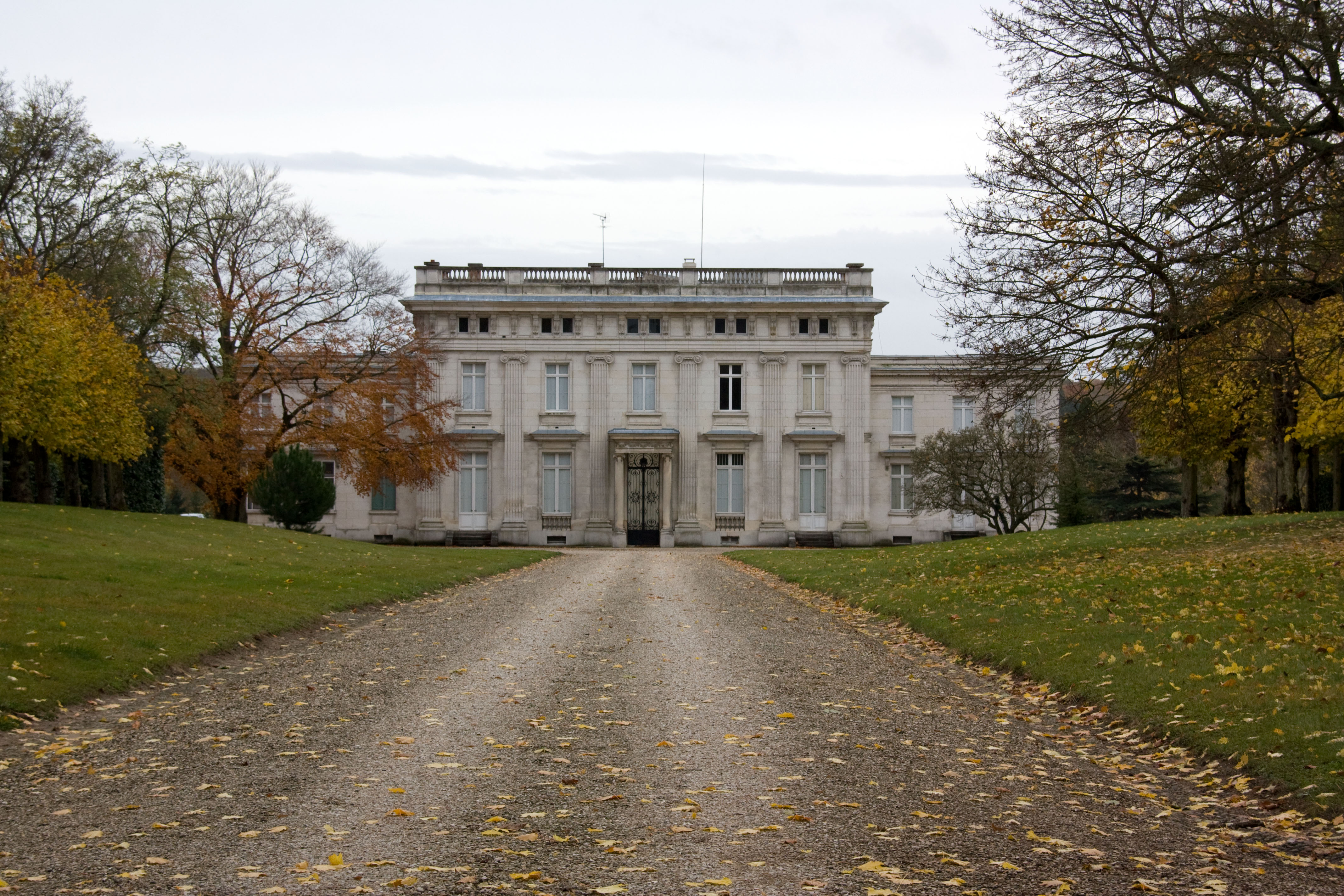
Schloss Écharcon